# Granville Somerset
Granville Charles Henry Somerset (ur. 27 grudnia 1792, zm. 23 lutego 1848), brytyjski arystokrata i polityk, członek stronnictwa torysów i Partii Konserwatywnej, minister w rządach Roberta Peela.
Był drugim synem Henry'ego Somerseta, 6. księcia Beaufort, i lady Charlotte Leveson-Gower, córki 1. markiza Stafford. Wykształcenie odebrał w Christ Church na Uniwersytecie Oksfordzkim. W 1813 r. uzyskał tam dyplom drugiej klasy.
W 1816 r. został wybrany do Izby Gmin jako reprezentant okręgu Monmouthshire. W 1820 r. został lordem skarbu. Sprawował to stanowisko do 1827 r. W latach 1834–1835 był pierwszym komisarzem ds. lasów. W latach 1841–1846 był Kanclerzem Księstwa Lancaster. Zwolennik wolnego handlu. Członek Carlton Club.
27 lipca 1822 r. poślubił Emily Smith (zm. 4 stycznia 1869), córkę Roberta Smitha, 1. barona Carrington, i Anne Boldero-Barnard, córki Lewynsa Boldero-Barnarda. Miał z nią trzech synów i dwie córki.